# Comté de Howard (Indiana)
Pour les articles homonymes, voir Howard et Comté de Howard.
Le comté de Howard, en anglais : Howard County, est un comté de l'État de l'Indiana aux États-Unis. Le siège du comté se situe à Kokomo. Le comté a été fondé en 1844.

## Comtés adjacents
- comté de Miami au nord,
- comté de Grant à l'est,
- comté de Tipton au sud,
- comté de Clinton au sud-ouest,
- comté de Carroll à l'ouest,
- comté de Cass au nord-ouest.

## Municipalités du comté

### Ville (City)
- Kokomo.

### Petites villes (Towns)
- Greentown,
- Russiaville.

### Census-designated place
- Indian Heights.

### Townships
- Township de Center,
- Township de Clay,
- Township d'Ervin,
- Township d'Harrison,
- Township d'Honey Creek,
- Township d'Howard,
- Township de Jackson,
- Township de Liberty,
- Township de Monroe,
- Township de Taylor,
- Township de Union.

### Autres localités
- Alto,
- Cassville,
- Center,
- Hemlock,
- New London,
- Oakford,
- Phlox,
- West Middleton.